# Aischrocrania quadrisetata
Aischrocrania quadrisetata är en tvåvingeart som först beskrevs av Erich Martin Hering 1938. Aischrocrania quadrisetata ingår i släktet Aischrocrania och familjen borrflugor.
Artens utbredningsområde är Myanmar. Inga underarter finns listade i Catalogue of Life.